# John Crosby (critico multimediale)
John Crosby (Milwaukee, 18 maggio 1912 – Esmont, 7 settembre 1991) è stato uno scrittore, giornalista e critico multimediale statunitense.

## Biografia
John Crosby nasce a Milwaukee il 18 maggio 1912 da Frederick G. Crosby e Edna M. Crosby.
Si laurea alla Phillips Exeter Academy e s'iscrive all'Università Yale, ma interrompe gli studi poco prima della laurea.
Inizia la sua carriera nel giornalismo come reporter per il Milwaukee Sentinel prima di passare al New York Herald Tribune nel 1935 e ricoprire il ruolo di critico radio-televisivo dal 1946 al 1965.
Parallelamente all'attività di critico, inizia negli anni '70 quella di scrittore di gialli arrivando a scriverne una quindicina tra i quali uno, Party of the Year, riceve il Grand prix de littérature policière nel 1982.
Muore a 79 anni il 7 settembre 1991 a Esmont, in Virginia a causa di un tumore.

## Opere principali

### Serie Horatio Cassidy
- Party of the Year (1979)
- Men in Arms (1983)
- Take No Prisoners (1985)
- The Wingwalker (1989)

### Altri romanzi
- Never Let Her Go (1970)
- Sappho in Absence (1970)
- The Literary Obsession (1973)
- Tutti gli uomini del presidente (Contract on the President, 1973), Milano, Segretissimo N. 647, 1976 traduzione di Piero Anselmi.
- The White Telephone (1974)
- An Affair of Strangers (1975)
- Nightfall (1976)
- The Company of Friends (1977)
- Caccia (Dear Judgment, 1978), Milano, Segretissimo N. 891, 1980 traduzione di Piero Anselmi.
- The Family Worth (1987)

## Premi e riconoscimenti
- Peabody Award: 1946[6]
- George Polk Award: 1953
- Grand prix de littérature policière: 1982 Miglior romanzo straniero con Party of the Year